# Hu Ming-Fu
Hu Ming-Fu es un deportista taiwanés que compitió en tenis de mesa adaptado. Ganó dos medallas en los Juegos Paralímpicos de Verano, bronce en Sídney 2000 y bronce en Atenas 2004.

## Palmarés internacional
| Representando a China Taipéi |                    |                   |          |
| Juegos Paralímpicos          |                    |                   |          |
| Año                          | Lugar              | Medalla           | Prueba   |
| 2000                         | Sídney (Australia) | Medalla de bronce | Equipo 9 |
| 2004                         | Atenas (Grecia)    | Medalla de bronce | Equipo 9 |